# Nesodynerus peles
Nesodynerus peles är en stekelart som först beskrevs av Perkins.  Nesodynerus peles ingår i släktet Nesodynerus och familjen Eumenidae. Inga underarter finns listade i Catalogue of Life.